# Dwight Morrow

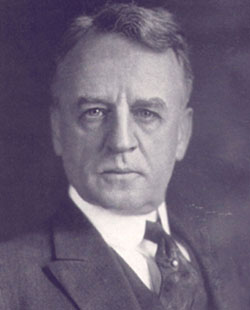
Dwight Morrow

Dwight Whitney Morrow (n. 11 ianuarie 1873 la Huntington, Virginia de Vest - d. 5 octombrie 1931 la Englewood, New Jersey) a fost un om politic, om de afaceri și diplomat american.
Fiica sa, Anne Morrow, a fost soția aviatorului Charles Lindbergh.
În 1913 devine partener al J.P. Morgan & Co.
În perioada 1927 - 1930 este ambasadorul american în Mexic.